# Roberta Filippozzi
Roberta Filippozzi (Bussolengo, Verona, Italia, 10 de marzo de 1992) es una exfutbolista y actualmente jugadora de fútbol sala italiana. Se desempeña como defensa.

## Trayectoria
Se formó en el Bardolino Verona, debutando en el primer equipo el 5 de diciembre de 2009 contra la Lazio. El año siguiente se produjo su debut en la Liga de Campeones. En 2010 fichó por la Roma C.F., donde permaneció solo una temporada totalizando 23 presencias. La temporada siguiente fue transferida al Napoli C.F., con el que logró el ascenso a la Serie A. Después de dos temporada en la máxima división con la camiseta napolitana, por un total de 70 presencias y 4 goles, pasó a otro club de la Serie A, el San Zaccaria de Rávena. En 2015 fue contratada por el U.P.C. Tavagnacco, donde se retiró del fútbol 11 en 2018. En septiembre del mismo año empezó a jugar con el Futsal Basiliano, equipo de fútbol sala femenino.

## Selección nacional
Ha sido internacional con las categorías Sub-19 y Sub-20 de la selección italiana, participando en el Mundial Sub-20 de 2012.

## Clubes
| Club                | País   | Año         |
| ------------------- | ------ | ----------- |
| Bardolino Verona    | Italia | 2009 - 2010 |
| Roma C.F.           | Italia | 2010 - 2011 |
| Napoli C.F.         | Italia | 2011 - 2014 |
| U.S.D. Zan Zaccaria | Italia | 2014 - 2015 |
| U.P.C. Tavagnacco   | Italia | 2015 - 2018 |

## Palmarés

### Campeonatos nacionales
| Título             | Club             | País   | Año  |
| ------------------ | ---------------- | ------ | ---- |
| Supercopa italiana | Bardolino Verona | Italia | 2009 |
| Serie A2           | Napoli C.F.      | Italia | 2017 |